# Restmüll

Kehrichtsack-Symbol aus der Schweiz.

Als Restmüll (in der Schweiz: Kehricht) wird einerseits Abfall bezeichnet, der nicht in die  gängigen Abfallkategorien (Altpapier, Altmetall, Altglas, Bioabfall, Leichtverpackungen etc.) einzuordnen ist und andererseits geringfügige Reste von bestimmten Abfallsorten aus allen Kategorien, die aufgrund menschlicher Faulheit oder Problemen bei der Mülltrennung unsortiert als Gesamtmasse entsorgt werden. Es gibt daher nur sehr wenige Dinge, die originär zum Restmüll gehören.

## Begriffsbildung
Der Begriff setzt sich aus Rest und Müll zusammen. Der Zusammenhang entstand dadurch, dass der Sinn des Restmülls ursprünglich darin bestand, den Abfallquellen (Haushalte, Firmen etc.) eine einfache Entsorgung zu ermöglichen. Häufig ist es der Fall, dass Dinge entsorgt werden, die aus Stoffen bestehen, für die man gewöhnlich keinen Sammelbehälter besitzt, kein Container in der Nähe erreichbar ist oder die Menge des Stoffs so gering ist, dass Personen dafür keinen großen Entsorgungsaufwand machen möchten. In diesen Fällen spricht man von Abfallresten oder gängig von Restmüll.

## Originärer Restmüll
Viele Dinge werden üblicherweise als Restmüll angesehen, da sie nur schwierig zu trennen bzw. zuzuordnen sind. Allerdings gibt es darunter auch Wertstoffe, welche grundsätzlich stofflich zerlegbar wären (z. B.: Glühbirnen) und solche, die zu einer gesonderten Abfallfraktion gehören (z. B.: Holz-, Fleisch-, und Keramikabfälle). Diese zählen daher nicht zu dem originären Restmüll, da sie zu einer Recycling-Gruppe gehören und somit vollständig aus dem Restmüll aussortiert werden müssen. Zum originären Restmüll zählen ausschließlich Dinge, welche gar keine andere Möglichkeit übrig lassen als die vollständige Vernichtung, da sie keinerlei Kriterien für eine Wiederverwertung erfüllen.
Folgende Dinge gehören nach Gebrauch originär zum Restmüll, aufgrund der Nicht-Wiederverwertbarkeit des Materials und/oder durch zu starke Verunreinigung:
- Windeln
- Zigarettenstummel
- Staubsaugerbeutel
- Kaugummis
- Knochen
- (kaputte) Schuhe
- Hygienemasken
- Arzneipflaster
- Arzneiverbände
- Kompressen
- Klebstoffreste
- Papier-Taschentücher
- Küchenrolle
- Fotopapier
- Schleifpapier
- Backpapier
- Tapete
- Kehrdreck
- Wattestäbchen
- Wattepads
- Feuchttücher
- Damenbinden
- Kondome
- Putzlappen
- (modernes) Katzenstreu

## Situation in Deutschland

### Gesetzliche Entwicklung

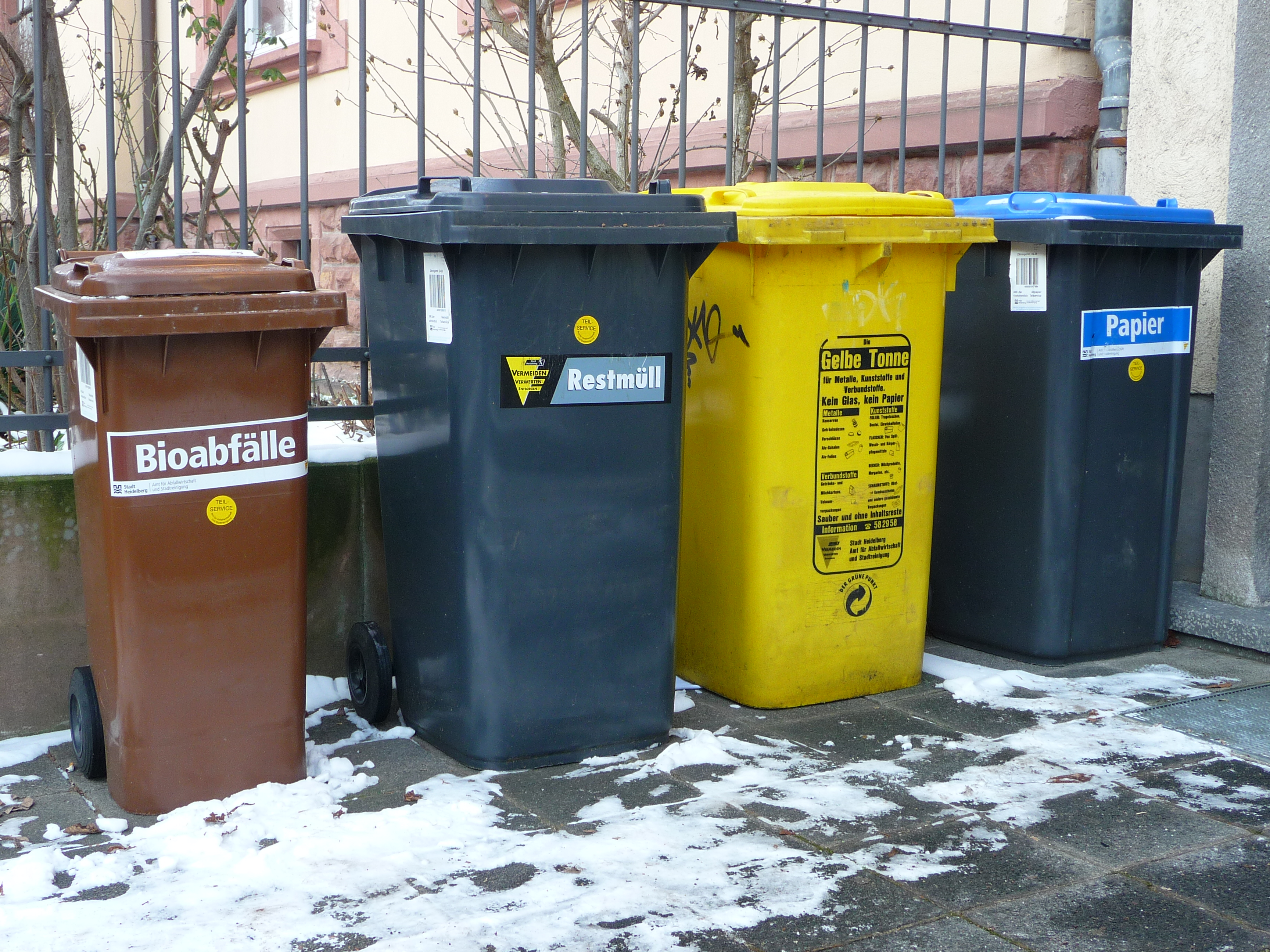
Müllgroßbehälter (Abk. MGB) mit Fassungsvermögen 240 l (zweite von links)

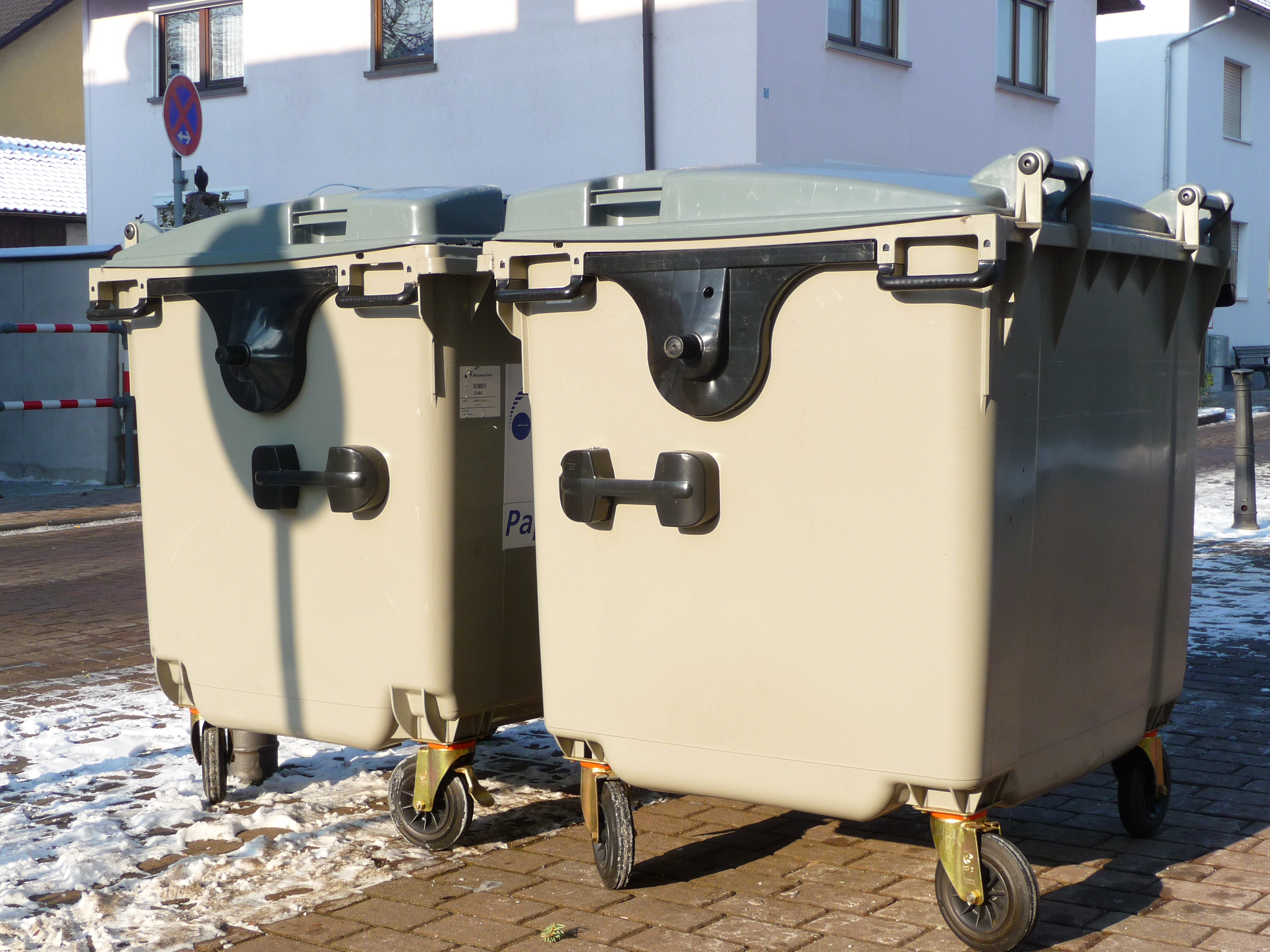
Müllgroßbehälter für Restmüll mit einem Fassungsvermögen von je 1100 l

Mit der Einführung des Kreislaufwirtschafts- und Abfallgesetz (KrW-/AbfG) von 1994 wurden die Siedlungsabfälle in drei Gruppen eingeteilt:
- Abfälle zur Verwertung (AzV)
- Abfälle zur Beseitigung (AzB)
- besonders überwachungsbedürftige Abfälle (Sonderabfall)

Durch die Harmonisierung mit dem EU-Recht wird seit dem 1. Februar 2007 nur noch unterschieden zwischen:
- nicht gefährliche Abfälle
- gefährliche Abfälle

Der Begriff Restmüll wird im Gesetz nicht verwendet, sondern es geht immer um Abfälle (§ 3 Abs. 1 KrWG).

### Beseitigung und Behandlung oder Vermeidung
Es existiert keine gesetzliche Grenze, welche Dinge von den Verbrauchern als Restmüll entsorgt werden dürfen und welche nicht. Es wird lediglich empfohlen, den Abfall weitestgehend zu trennen, um somit Komplikationen in den Entsorgungsanlagen bei der Sortierung sowie daraus evtl. entstehende ökologische Probleme zu vermeiden.
Durch die flächendeckende Einführung der getrennten Abfallsammlung wurde zwischen 1990 und 2000 in Deutschland die spezifische Restmüllmenge pro Person und Jahr fast um die Hälfte reduziert. Seit 2005 darf in Deutschland kein unbehandelter Restmüll mehr deponiert werden.
Großtechnische Anlagen zur mechanisch-biologischen oder zur thermischen Restmüll-Behandlung sind ein negativer Posten der Volkswirtschaft. Auch bei erheblichem Filteraufwand kann eine Freisetzung von Schadstoffen durch die Anlagen nicht vollständig vermieden werden. Zudem werden darin mit hohem Aufwand Produkte und Stoffe zerstört, die zuvor mit noch höherem energetischem und technischem Aufwand hergestellt und transportiert wurden. Da eine solche End-of-pipe-Technologie von fragwürdigem ökologischem Nutzen ist, wird eine restmüllfreie Kreislaufwirtschaft angestrebt. Dieses Paradigma fordert von den nachhaltigen Abfallkonzepten die Formulierung und Umsetzung von gezielten Restmüllvermeidungs- und Restmüllverminderungsmaßnahmen (z. B. „die restmüllfreie Gemeinde“, „die müllfreie Schule“) und abfallvermeidende Maßnahmen in der gesamten Produktionslinie wie auch beim Gebrauch jeglicher Wirtschaftsgüter. Unter dem Gesichtspunkt der Nachhaltigkeit steht die möglichst lange Gebrauchsdauer eines Produkts an erster Stelle, also seine Wiederverwendung, dann seine Dienlichkeit für mehrere Zwecke und Nutzer Weiterverwendbarkeit (z. B. Carsharing) und am Ende der Gebrauchsdauer sollte ein Produkt möglichst leicht zerlegbar und seine Teile stofflich verwertbar sein (Wiederverwertbarkeit und Weiterverwertbarkeit). Dann wird es einer getrennten Abfallerfassung und dem stofflichen Recycling zugeführt, ohne dass Restmüll entsteht. Je nach Produkt kann mit der genannten Abfolge die stofflich gebundene Energie 4- bis 200-mal effizienter genutzt werden als z. B. durch seine Verbrennung. Gemäß dem Kreislaufwirtschaftsgesetz (KrWG) der Bundesrepublik Deutschland hat die stoffliche Verwertung von Müll Vorrang vor der energetischen Verwertung. Nur bei 11 MJ/Tonne ist gesetzlich die energetische Verwertung mit der stofflichen gleichwertig und erlaubt.

### Müllsammlung
Restmüll wird in den dafür vorgesehenen Behältern (Restmülltonnen, -säcken, -containern, öffentliche Mülleimer etc.) gesammelt und in Deutschland mit Systemabfuhr durch kommunale und private Städtereinigungsbetriebe gesammelt. Der Begriff MGB wird nur für Behälter ab 120 Liter verwendet.

### Müllverringerung
Das größte Problem für einen Anreiz zur Restmüllverringerung besteht darin, dass die meisten Kommunen in Deutschland ihre Restmüllgebühren nach dem bereitgestellten Behältervolumen in Rechnung stellen. Wie voll der MGB ist (Füllgrad) und wie oft sie tatsächlich geleert wird (Urlaub etc.), wird weder erhoben noch berechnet. Wegen zunehmender Klagen aus der Bevölkerung haben einige Kommunen Müllfahrzeuge, die die MGB scannen und wiegen, so dass die Haushalte nur die exakt für sie gemessenen Restmüllmengen bezahlen müssen. Für Mehrfamilienhäuser und enge Stadtviertel gibt es Sammelcontainer mit einer aufgesetzten Müllschleuse, in der das Müll-Volumen oder -Gewicht pro Einwurf gemessen wird, nachdem sich der Nutzer über einen Transponder identifiziert hat.

## Dichte
Die Dichte (Raumgewicht in Kilogramm pro Kubikmeter) des Restmülls hängt von seiner Zusammensetzung und somit vom Erzeuger ab.
Es kann von einem Durchschnittswert von etwa 100–200 Kilogramm / Kubikmeter in Abfallbehältern ausgegangen werden. Für die Lagerung in Sammelstätten oder Müllbunkern kann eher eine Schüttdichte von 350 bis 500 kg / Kubikmeter angenommen werden.